# Kalte Birke

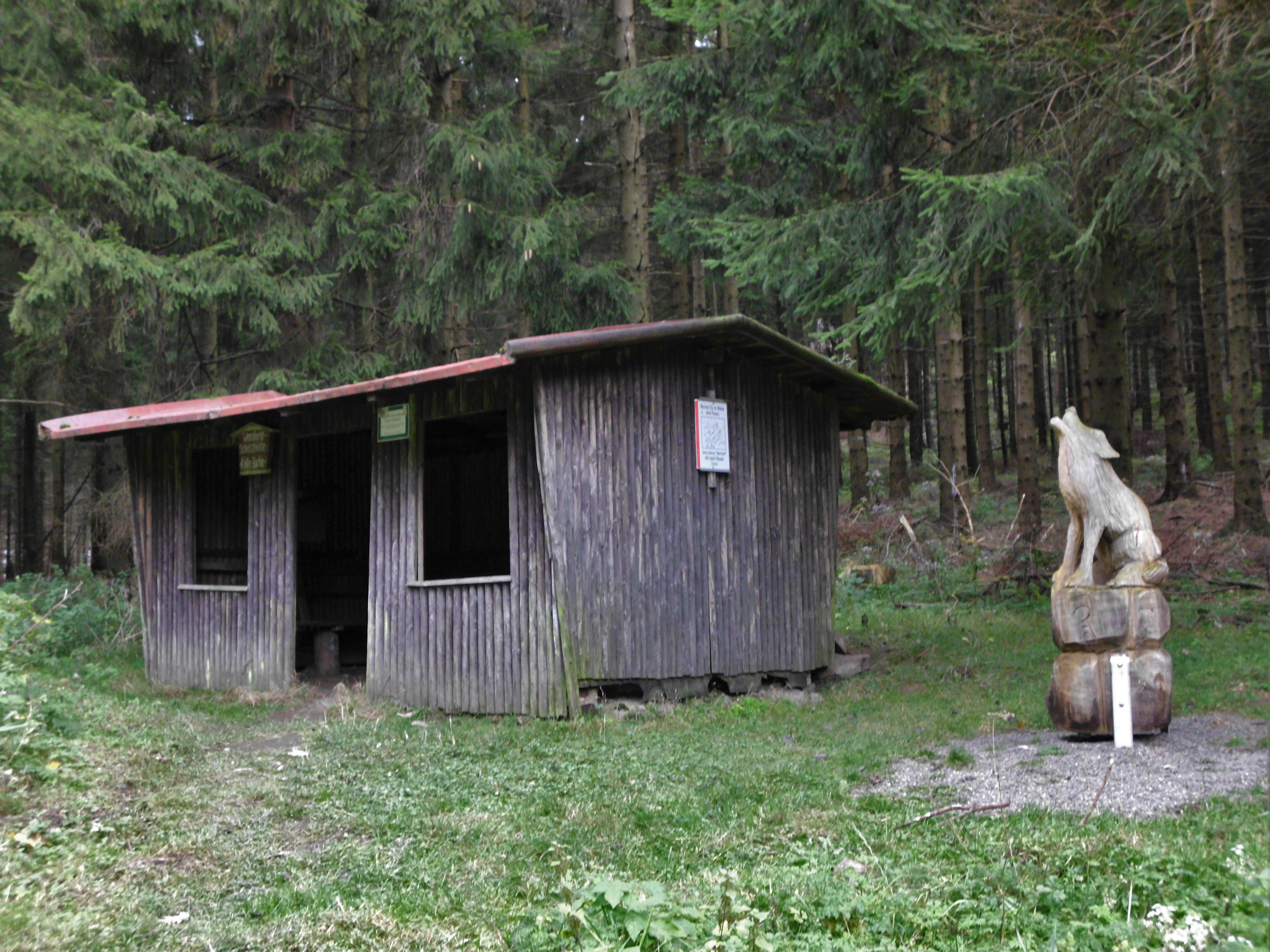
Schutzhütte an der Kalten Birke

Die Kalte Birke ist eine Wegkreuzung mit Schutzhütte und ehemalige Siedlung im Nordwestharz westlich der Innerstetalsperre auf 525,2 m ü. NHN Höhe. Sie liegt im gemeindefreien Gebiet Harz im Landkreis Goslar. Geschichtlich ist sie jedoch eng mit Hahausen und dem vier Kilometer nordwestlich gelegenen Ortsteil Neuekrug verbunden.

## Geschichte

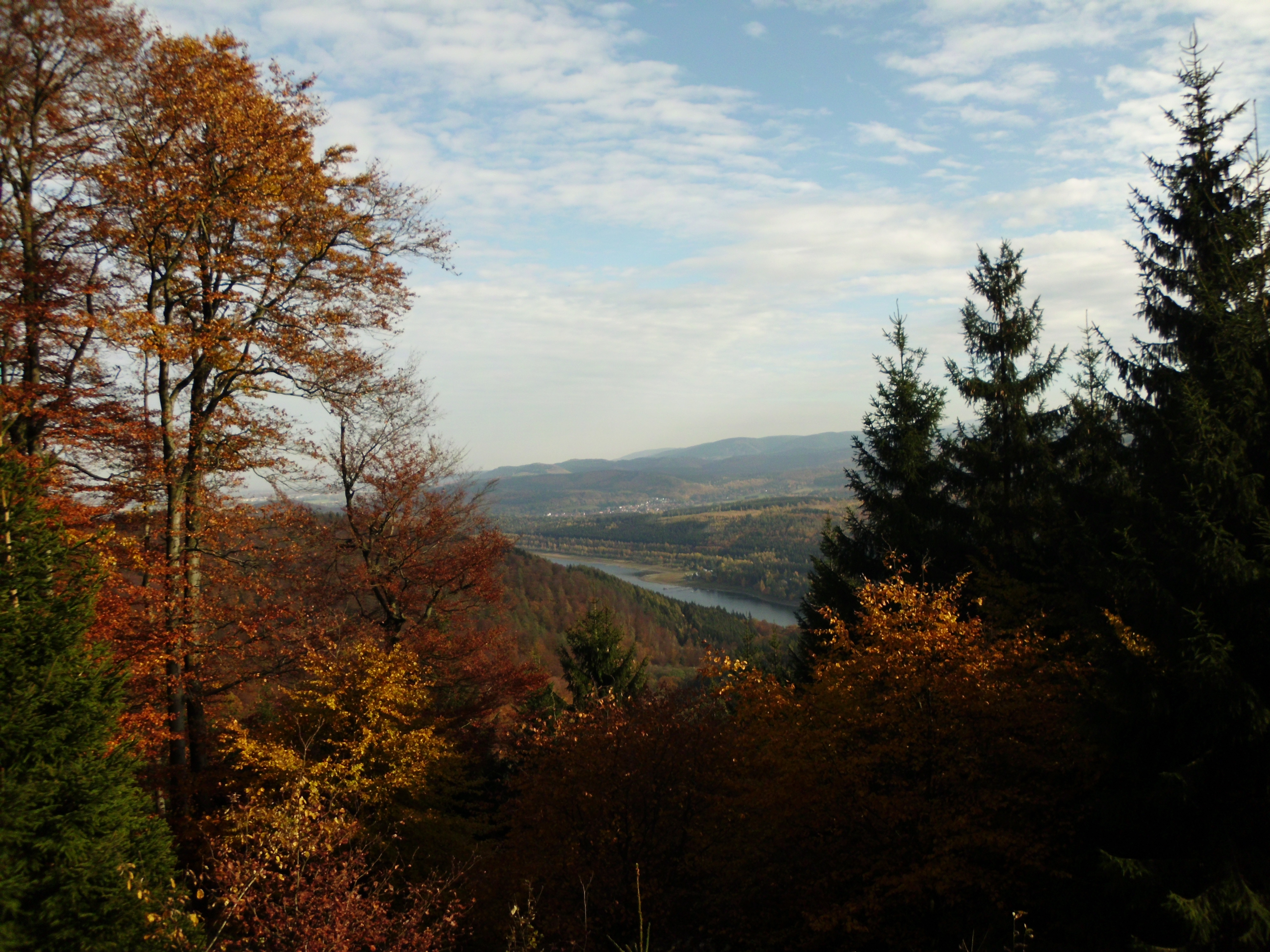
Blick auf die Innerstetalsperre von der Lageswarte nahe der Kalten Birke

Im Bereich der Kalten Birke und der 750 m nördlich davon gelegenen Lageswarte (571,3 m ü. NHN) befand sich bereits seit dem frühen Mittelalter der Innerste-Rennsteig, ein wichtiger Handelsweg zwischen Buntenbock und Neuekrug. Die erstmalige Besiedlung des Ortes und die Herkunft des Namens sind ungeklärt.
Bereits 1350 wurde die Kalte Birke erstmals urkundlich erwähnt. Ein Brief aus dem Jahr 1391 belegt, dass sich im 14. Jahrhundert ein Hag an der Kalten Birke befunden hat. Die Nutzung des Platzes als Beurkundungs- und Verhandlungsort zeigt sich in weiteren schriftlichen Überlieferungen. Sie lassen außerdem vermuten, dass sich schon mindestens seit dem späten Mittelalter auch feste Gebäude an dieser Stelle befanden.
In den Jahren 1511 und 1518 wird die Kalte Birke als Jagdgegend erwähnt. 
Um 1350 wurde der Eisenerzbergbau in dieser Gegend zunächst eingestellt. Doch die Erwähnungen der Kalten Birke in einem Register von 1520 und durch Georgius Agricola im Jahr 1546 im 5. Band De natura fossilium, einem Lehrbuch für Mineralogie, lassen auf die Wiederaufnahme des Bergbaus in diesem Gebiet in der ersten Hälfte des 16. Jahrhunderts schließen. Die Erzgänge im Nordwestharz bei der Kalten Birke wurden bis ins 20. Jahrhundert noch mehrmals erwähnt und abgebaut.
Die ursprüngliche Bedeutung der Kalten Birke konnte bisher nicht geklärt werden. Sie könnte der Wegesicherung, dem Bergbau oder forst- bzw. jagdwirtschaftlichen Zwecken gedient haben.
1635 fiel das Gebiet als Teil des Kommunionsharzes dem Fürstentum Braunschweig-Wolfenbüttel zu. Seitdem unterstand ein Jägerhaus auf der Kalten Birke dem Forstamt Lutter am Barenberge, danach ab 1676 oder 1678 dem Förster in Hahausen. Weitere Informationen über dieses Jägerhaus sind nicht bekannt. Jedoch existierte seit Ende des 17. Jahrhunderts ein weiteres Wohnhaus an der Kalten Birke. Es wurde von einem Hahäuser Holzfäller errichtet und bewohnt.
1702 wurde das alte Jägerhaus durch einen Neubau ersetzt.
Durch die Aufteilung des Kommunionsharzes im Jahr 1788 gelangte die Kalte Birke unter die Herrschaft des Kurfürstentums Hannover. Sie befand sich in unmittelbarer Grenznähe. Auch die braunschweigischen Jagdrechte in diesem Gebiet bestanden noch viele weitere Jahre, wie Urkunden, die bis ins 19. Jahrhundert reichen, bezeugen. 1792 gehörten zum Jägerhaus ein Stall, eine Remise, ein Kuhstall und ein Backhaus.
Auch zu Anfang des 19. Jahrhunderts wurde die Kalte Birke mehrmals erwähnt. Von 1807 bis 1813 gehörte sie zum Kanton Zellerfeld im Distrikt Osterode. 
1828 wurde die Siedlung schließlich verkauft. Das Jagdhaus wurde abgerissen und in Hahausen hinter der Kirche wieder errichtet. Seitdem ist der Ort verlassen. Die Schutzhütte wurde 1969 vom Harzklub errichtet. Es finden sich noch Mauerreste und die Stelle des ehemaligen Brunnens.

### Einwohnerentwicklung
| Jahr | Einwohner |
| ---- | --------- |
| 1774 | 6         |
| 1812 | 19        |
| 1828 | 0         |

## Wandern
Über die Wegkreuzung Kalte Birke führt der Harzer Försterstieg, der von Goslar durch Wolfshagen im Harz, Lautenthal, Wildemann, Bad Grund, Buntenbock und Lerbach nach Riefensbeek-Kamschlacken bei Osterode am Harz verläuft. Sie war bis 2016 als Nr. 103 in das System der Stempelstellen der Harzer Wandernadel einbezogen; die Stempelstellen-Nr. 102 wiederum hat nun die 750 m nördlich gelegene Lageswarte. Etwa 3 km südlich liegt die Tränkebachhütte, die als Nr. 104 eine Stempelstelle aufweist. Nicht mehr zu dem Stempelstellensystem gehört seit 2016 der 1 km nördlich liegende Vereinsplatz (ehemalige Nr. 102).